# European Foundation Center
European Foundation Center (skr. EFC, pol. Europejskie Centrum Fundacji) – europejska platforma współpracy gromadząca fundacje o charakterze filantropijnym.

## Cele
Polityka i programy EFC mają dwa główne cele: 
- wzmocnienie głosu instytucjonalnej filantropii w Europie, poprzez przekazywanie zainteresowanym stronom wartości zorganizowanej filantropii przy jednoczesnym zapewnieniu, że istnieją odpowiednie warunki polityczne dla działalności filantropijnej,
- służba jako centrum wiedzy i wymiany informacji pomiędzy sektorami celem zwiększenia wiedzy i umiejętności poszczególnych członków platformy[1].

## Narzędzia
Cele te osiągane są w drodze zapewnienia członkom EFC określonych usług:
- wspieranie wspólnej działalności i umacnianie relacji: łącząc wiedzę i doświadczenie członków, stwarza się możliwości wspólnych działań (katalizator wspólnych projektów),
- analiza wiedzy: identyfikacja i analiza trendów w otoczeniu polityki zewnętrznej w stosunku do działań filantropijnych, jak i w samym sektorze – zapewnianie podstaw dla działań, które odpowiadają potrzebom członków,
- kształtowanie środowiska zewnętrznego poprzez tworzenie kompleksowych opracowań, które informują o problemach środowiskowych,
- wzmocnienie oddziaływania sektora na kluczowych decydentów, zarówno w Europie, jak i poza nią,
- wymiana informacji fachowych,
- tworzenie programów dotyczących konkretnych tematów związanych z filantropią i poszukiwanie sponsorów, jak również kojarzenie ich z potrzebującymi[1].

## Władze i partnerstwo
Generalnym sekretarzem EFC jest w 2019 Massimo Lapucci z włoskiej Fondazione CRT. Siedzibą organizacji jest Bruksela.
W Polsce partnerem EFC jest m.in. Fundacja na rzecz Nauki Polskiej.